# Carmelmarkt

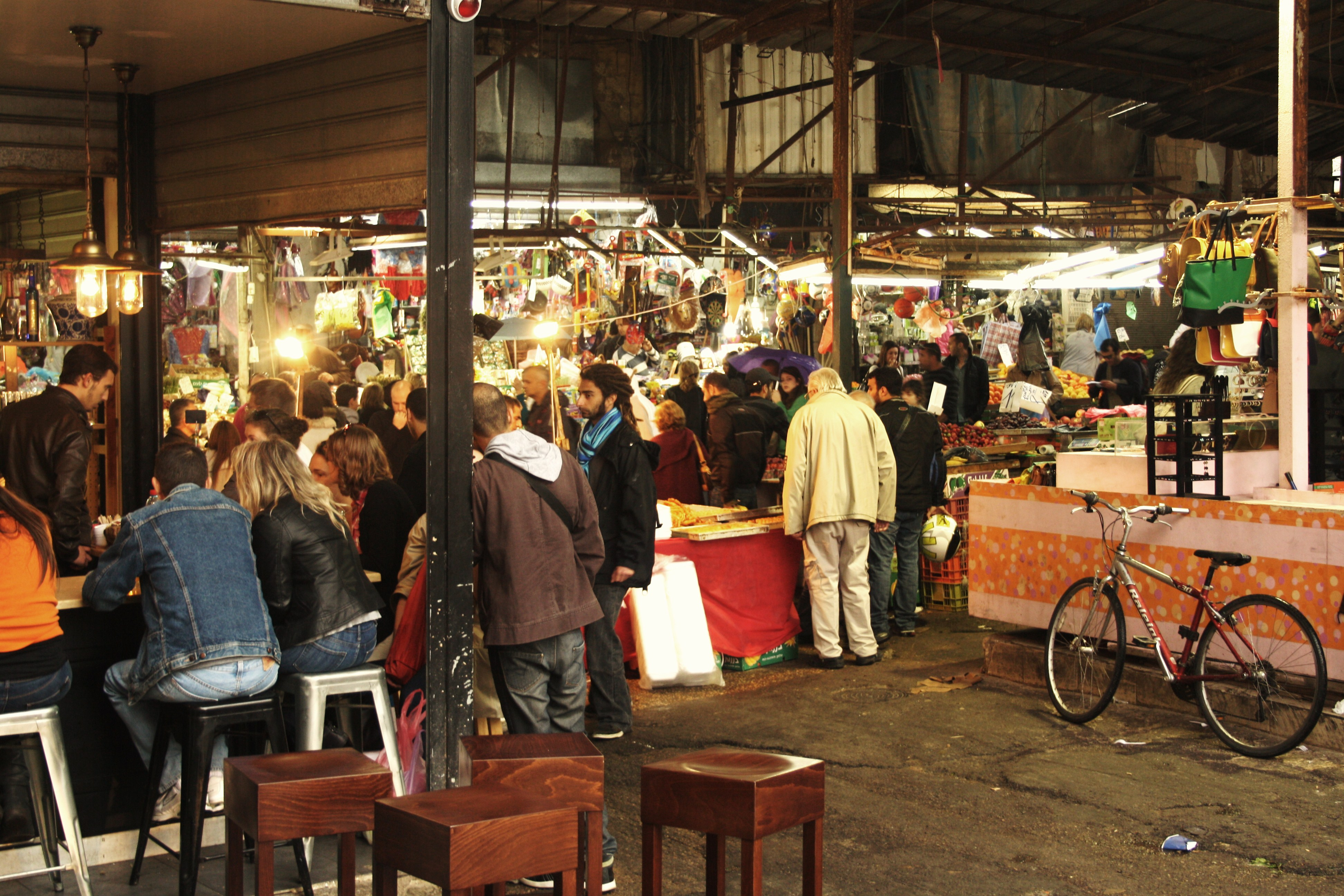
De Carmelmarkt in februari 2012

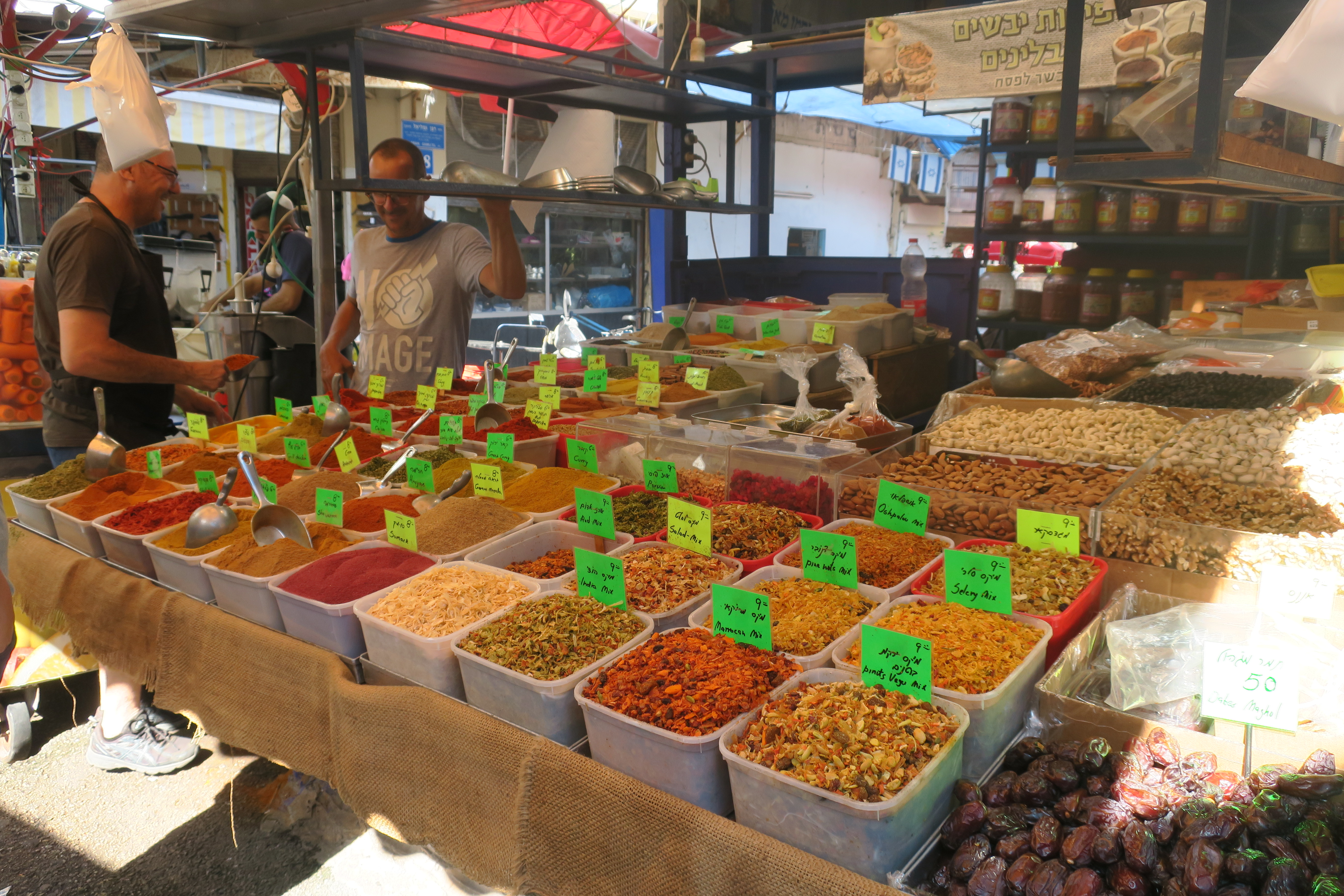
Verkoop van kruiden en specerijen op de Carmelmarkt

De Carmelmarkt (Hebreeuws: שוק הכרמל, Shuk HaCarmel) is een warenmarkt in de Israëlische stad Tel Aviv. De markt wordt begrensd door de Allenby Street en het Magen David-plein (Davidsterplein) en loopt voornamelijk langs de Carmel Street, die voorbij het Magen David-plein van naam verandert in King George Street. In de loop der tijd heeft de markt zich ook uitgebreid naar straten zoals de Nahalat Binyamin Street.
De Carmelmarkt is elke dag van de week geopend, behalve op de sjabbat (zaterdag). Er worden vooral etenswaren te koop aangeboden, maar bijvoorbeeld tevens huishoudelijke artikelen en bloemen. Dinsdag en vrijdag zijn noemenswaardige dagen op de Carmelmarkt, omdat dan diverse artiesten hun ambachtelijk werk, kunst en juwelen verkopen langs de Nahalat Binyamin Street.
Op 1 november 2004 blies een zelfmoordterrorist zich op bij een bomaanslag op de Carmelmarkt, waarbij 3 doden en ongeveer 30 gewonden vielen. Het Volksfront voor de Bevrijding van Palestina eiste de verantwoordelijkheid voor deze aanslag op.